# طارق المزرم
طارق المزرم، مواليد (1967) وهو الناطق الرسمي باسم حكومة الكويت، ورئيس مركز التواصل الحكومي في دولة الكويت التابع للأمانة العامة لمجلس الوزراء الكويتي، بدرجة وكيل وزارة.

## مناصب
- عين في وزارة الاعلام الكويتية عام 1990؛ منذ 35 سنوات.
- رئيس مركز التواصل الحكومي الناطق الرسمي باسم الحكومة بالأمانة العامة لمجلس الوزراء في شهر يناير عام 2019.[2]
- وكيل وزارة الإعلام منذ شهر مارس عام 2015 وحتى نهاية ديسمبر عام 2018.[3]
- وكيلا مساعدا لقطاع الأخبار والبرامج السياسية منذ عام 2014 ولغاية عام 2015.
- وكيلا مساعدا لقطاع الإعلام الخارجي منذ عام 2013 ولغاية عام 2014.
- مشرف على إدارات الاعلام الخارجي منذ عام 2012 ولغاية عام 2013.
- رئيس المكتب الإعلامي الدولي بقطاع الاعلام الخارجي.
- مدير إدارة المعلومات الإعلامية منذ عام 2011 ولغاية عام 2012.
- مدير إدارة البحوث والمتابعة الإعلامية منذ عام 2007 ولغاية عام 2011.
- مدير المكتب الإعلامي الكويتي في العاصمة الأمريكية واشنطن منذ عام 2002 ولغاية عام 2004.
- ملحق اعلامي في واشنطن منذ عام 1996 ولغاية عام 2002.
- ملحق اعلامي في لندن منذ عام 1994 ولغاية عام 1996.

## العضويات
- مفوض عام اكسبو دبي 2020.
- نائب رئيس لجنة الاحتفالات الوطنية منذ عام 2015 ولغاية يناير عام 2019.
- عضوا بمجلس الوطني للثقافة والفنون والآداب منذ عام 2015 ولغاية يناير عام 2019.
- عضوا بمجلس الأعلى للمرور منذ عام 2015 ولغاية يناير عام 2019.
- عضوا في اللجنة العليا التنسيقية للمؤتمرات.
- عضوا في اللجنة التنفيذية للإعداد لدورة كأس الخليج العربي (23).
- عضواً في مجلس إدارة الهيئة العامة للشباب والرياضة منذ عام 2013 ولغاية 2015.
- رئيس الفريق التنفيذي إكسبو ميلانو 2015.
- بالإضافة إلى العديد من اللجان والفرق والمؤتمرات التي عقدة في دولة الكويت وخارجها.

## دوراته الخارجية
- دورة الاعلام الدولي - وكالة الاعلام الأمريكية (USIA) واشنطن عام 1993.
- دورة التواصل مع الصحافة - جامعة لندن عام 1994.
- دورة إدارة الازمات - جامعة هارفارد عام 2000.
- دورة الاعلام والسياسة العامة - معهد بروكينجز واشنطن عام 2001.

## نشر تصريحات صحفية في أشهر الصحف العالمية ومنها
- Washington Post
- New York Time
- Wall Street Journal
- Financial Times
- Boston Globe
- Los Angeles Times

## إجراء مقابلات صحفية مع العديد من المكاتب الإخبارية العالمية ومنها
- CBS
- Fox News
- CNBC
- BBC Radio
- Monte Carlo Radio
- Sawa Radio
- Voice of America
- Associated Press (AP)
- وكالة الانباء الفرنسية AFP
- Reuters
- بالإضافة إلى إجراء عدة مقابلات صحفية عبر أهم الوكالات الانباء العربية والخليجية والعالمية.

## وصلات خارجية
- برنامج (ليالي الكويت) يستضيف طارق المزرم الناطق الرسمي
- القاء رئيس مركز التواصل الحكومي طارق المزرم على قناة الكويت
- طارق المزرم «الناطق الرسمي باسم الحكومة»: لهذه الأسباب..انتهت